# ル・カトー＝カンブレジ
ル・カトー＝カンブレジ（仏: Le Cateau-Cambrésis、発音: [lə katokɑ˜brezi]）は、北フランス・ノール県のコミューン。カンブレジという地名はカンブレー大司教区が置かれていた場所の事を指している。

## 歴史

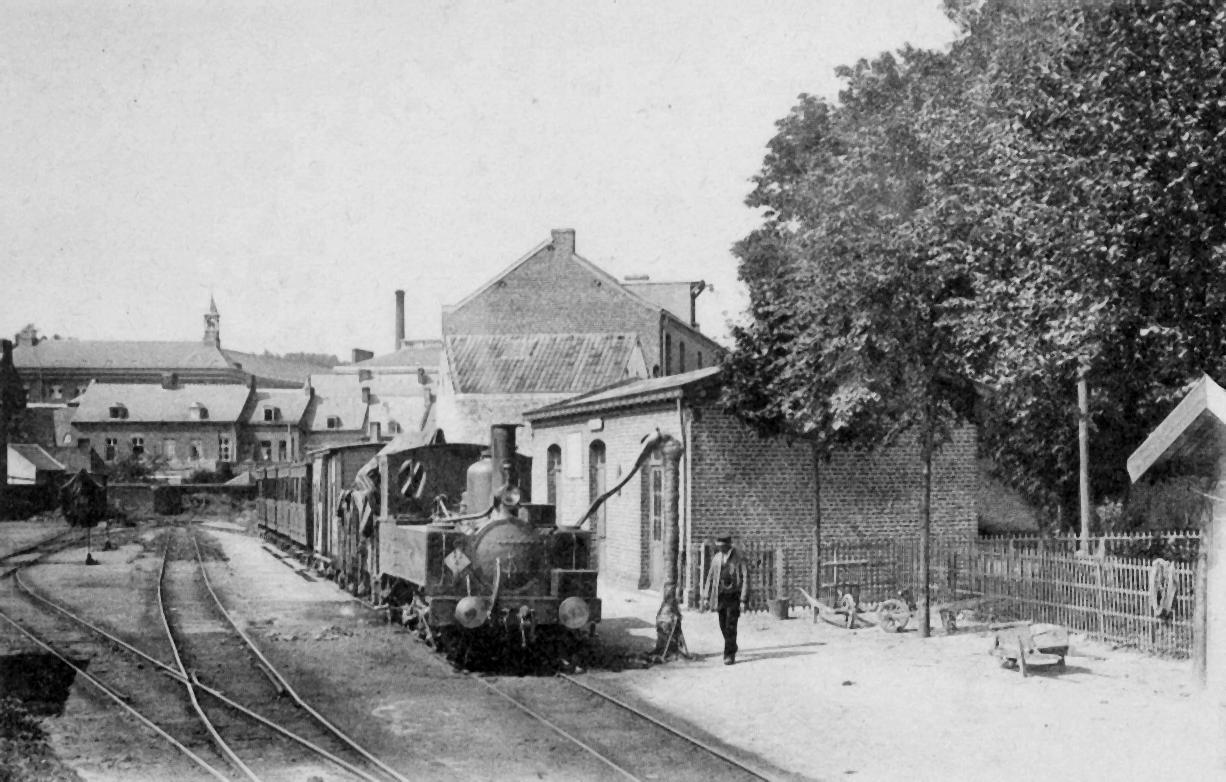
20世紀初頭のル・カトー=カンブレジの駅

- 1559年4月2日 - 3日: イタリア戦争が終結し、カトー＝カンブレジ条約が締結される。
- 1678年: 仏蘭戦争の講和条約、ナイメーヘンの和約の締結により、フランスがカトー＝カンブレジを獲得する。
- 1794年3月28日: ザクセン＝コーブルク＝ゴータ公国軍がカトー＝カンブレジにいたフランス軍を破る。
- 1914年8月26日: カトーの戦い（英語版）でドイツに敗北したイギリス海外派遣軍がサン=カンタンへの撤退に成功。

## ギャラリー

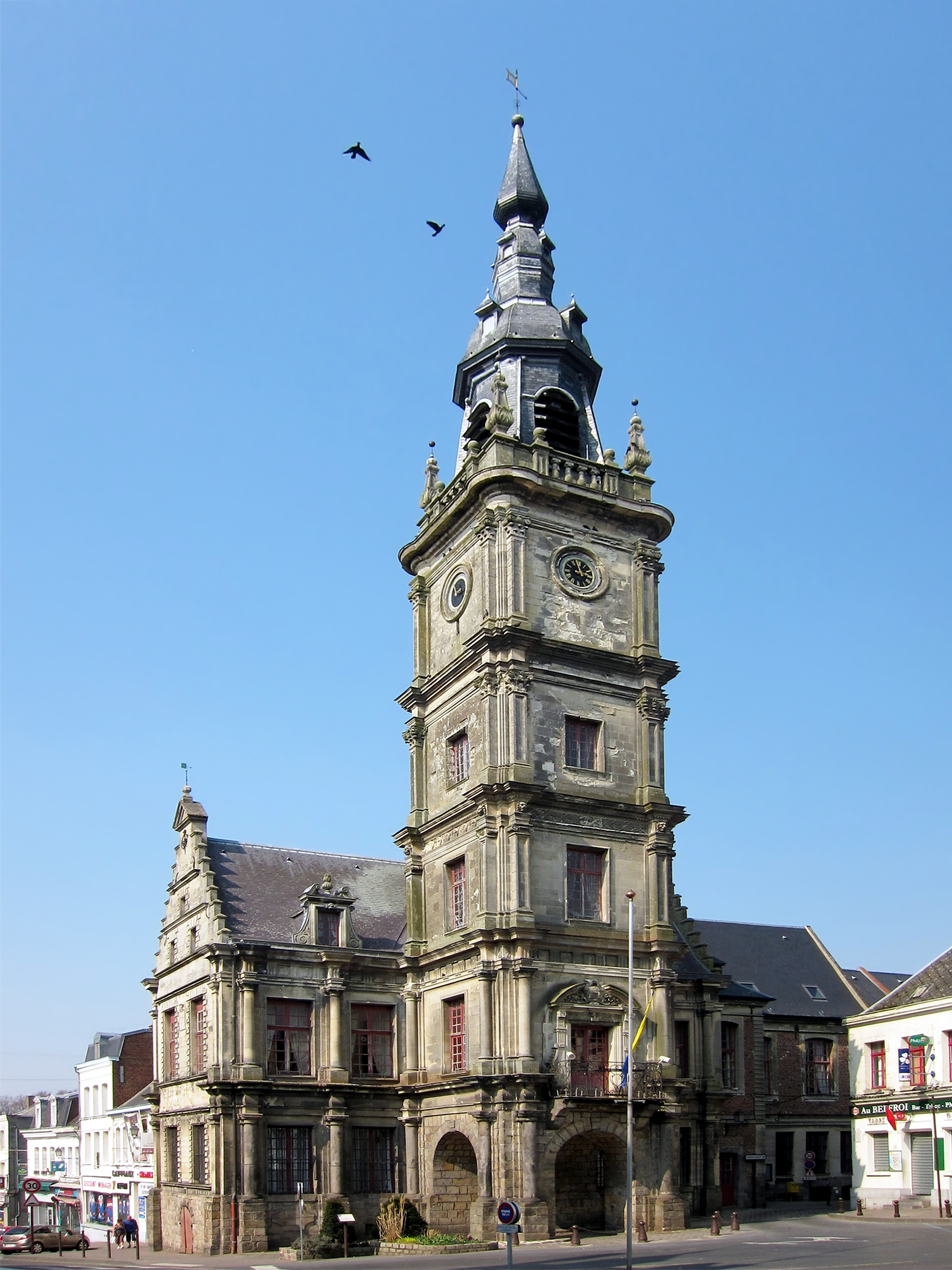
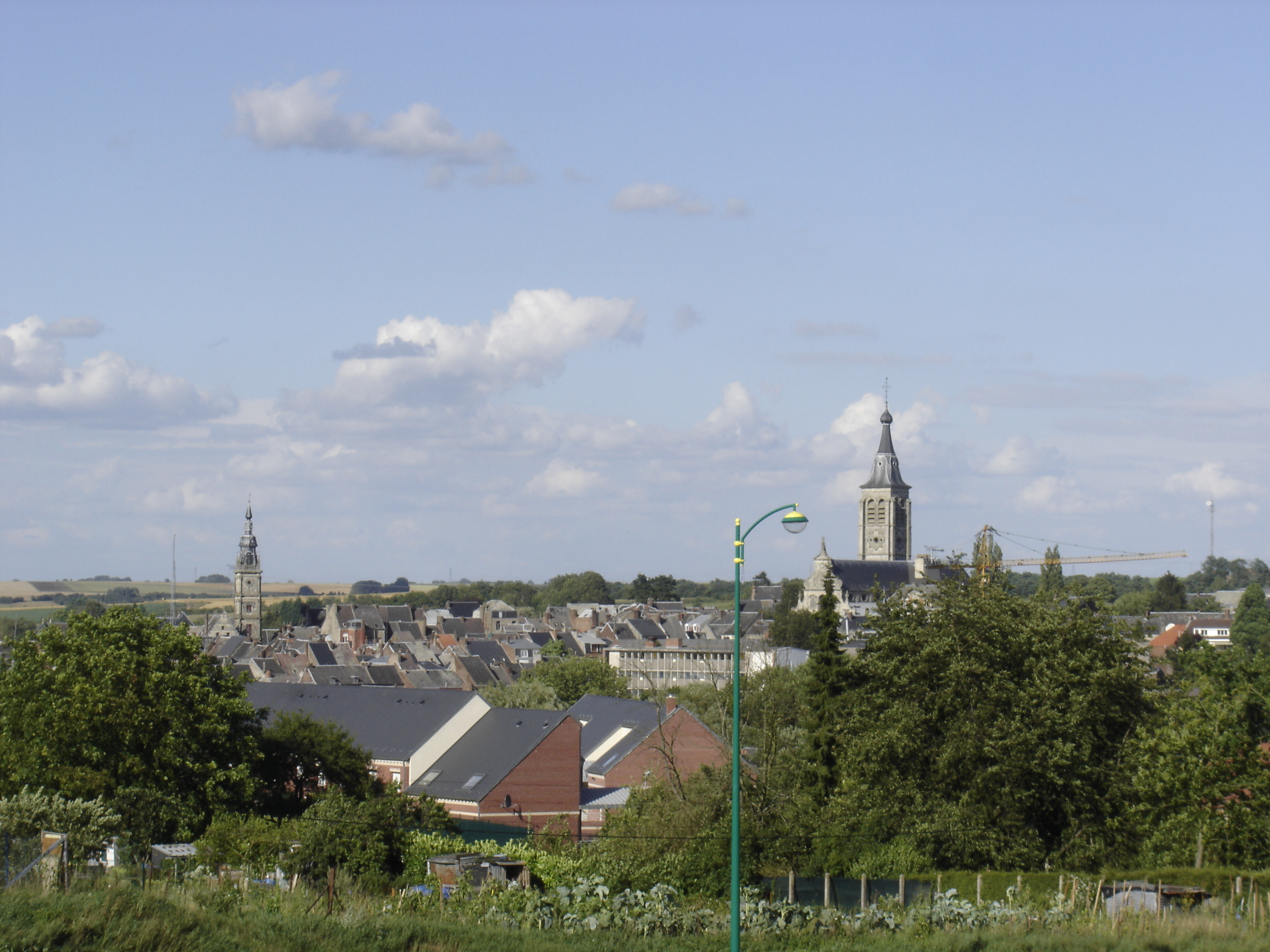

## 著名な出身者
- アンリ・マティス
- エドゥアール・モルティエ
- ピエール・ノール（英語版）
- レイモンド・ポイヴェット（英語版）

## 姉妹都市提携
- カーヴェ
- ヴェスターブルク
- ヴィルスベーク（英語版）